# Омори, Такахиро
Такахиро Омори (яп. 大森 貴弘 О:мори Такахиро, 25 мая 1965) — японский аниматор и режиссёр аниме, известный благодаря работе над многочисленными аниме-сериалами, включая Fancy Lala, Koi Kaze, Gakuen Alice, Hell Girl, «Тетрадь дружбы Нацумэ», Baccano!, «Дюрарара!!». Также дизайнер персонажей.

## Биография
После окончания школы Омори устроился аниматором на Studio Deen, впоследствии работал как независимо, так и в сотрудничестве со студиями Pierrot, Ashi Production, Gainax и другими. В начале 1990-х решил бросить карьеру аниматора и заняться производством видео для караоке, однако, позднее вернулся в анимацию, став режиссёром своего первого сериала Aka-chan to Boku в 1996 году. Сценаристом тогда выступил Сукэхито Томита, впоследствии часто сотрудничавший с Омори.

## Фильмография
1988
- Metal Skin Panic MADOX-01: аниматор[3]

1996
- Aka-chan to Boku: режиссёр, раскадровка[4]

1997
- Hyper Police: режиссёр[5]

1998
- Fancy Lala: режиссёр, раскадровка[6]
- Yoiko: режиссёр[7]

1999
- Power Stone: режиссёр, раскадровка[8]

2002
- Haibane Renmei: раскадровка, режиссёр нескольких серий[9]

2003
- Wonder Bevil: режиссёр[10]

2004
- Koi Kaze: режиссёр[11]
- Gakuen Alice: режиссёр,[12] раскадровка,[13][14] сценарий[15]

2005
- Hell Girl: режиссёр, режиссёр дубляжа[16]

2007
- Baccano!: режиссёр,[17] раскадровка[18][19][20]

2008
- Natsume's Book of Friends: режиссёр[21]

2010
- Durarara!!: режиссёр[22]
- Kuragehime : режиссёр[23]

2011
- Hotarubi no Mori e: режиссёр[24]
- Natsume’s Book of Friends Three: режиссёр[25]

2012
- Natsume’s Book of Friends Four: режиссёр[26]

2013
- Samurai Flamenco: режиссёр[27]